# Porta Santo Spirito

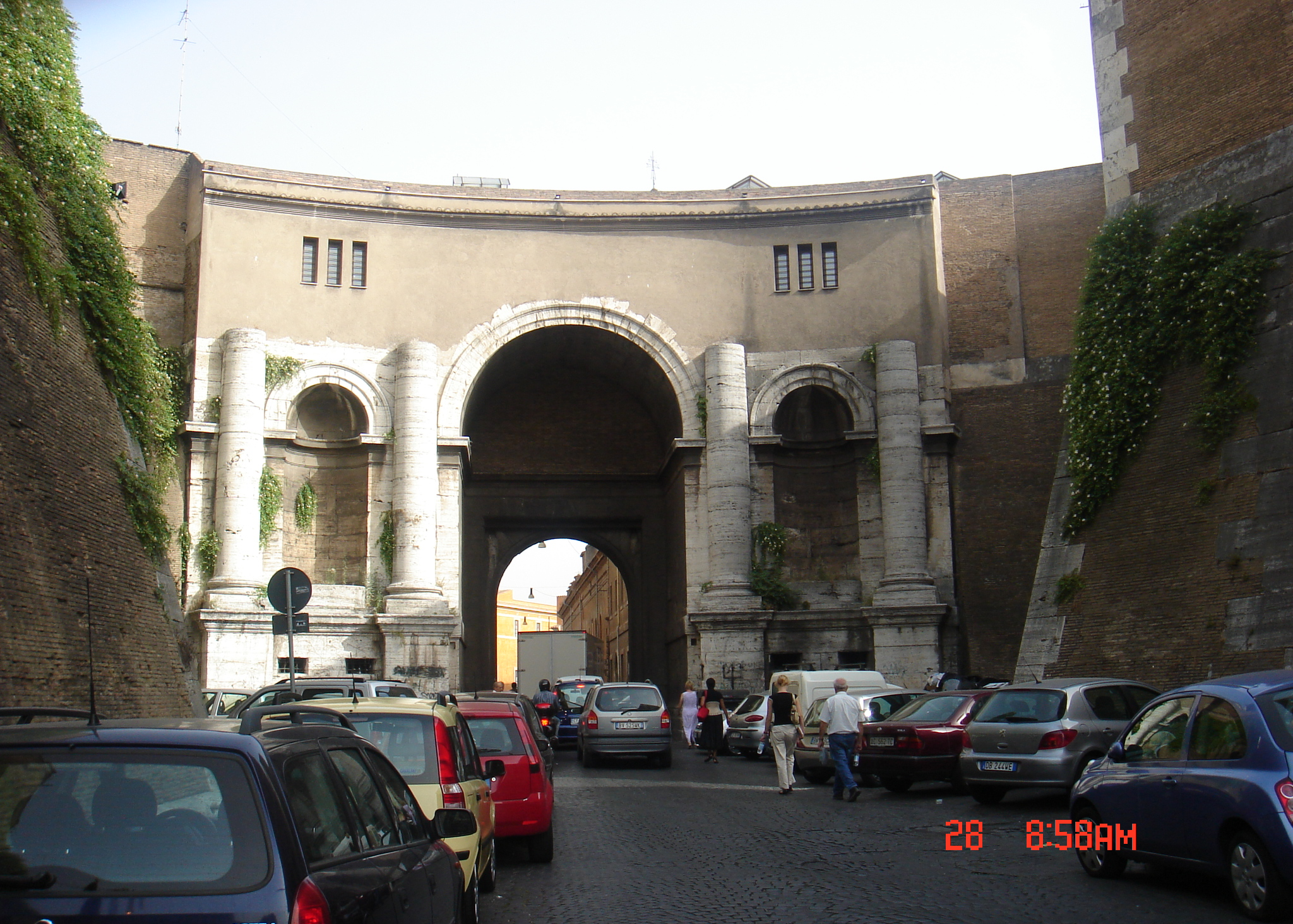
Die Südseite Richtung Tiber

Die Porta Santo Spirito, auch Porta di Santo Spirito, ist eines der Stadttore in Rom, die unter Papst Leo IV. im Zuge der Erbauung der Leoninischen Mauer angelegt wurden. Unter Papst Paul III. im 16. Jahrhundert sollte es monumental neu aufgebaut werden, wurde aber nie vollendet.

## Lage und ursprüngliche Einbindung
Das Tor war eines von nur dreien, die nach Errichtung der Leoninischen Mauer den Zugang in die Civitas leoniana, heute im Wesentlichen der XIV. Rione Borgo, und in den Vatikan ermöglichten. Die gesamte Mauer mit den Toren wurde am 27. Juni 852 vom Papst und dem Klerus geweiht. Der Name des Tores war ursprünglich Porta dei Sassoni, abgeleitet von der Schola saxonum, die seit 727 in unmittelbarer Nähe zum dann errichteten Tor bestand. An diesen Teil der Geschichte erinnert noch der Name des ehemaligen Hospizes Santo Spirito in Sassia, das sich nur etwa 25 Meter nördlich des Tores befindet. Ursprünglicher Zweck der gesamten Anlage war der Schutz vor sarazenischen Angriffen, die im 9. Jahrhundert Städte wie Neapel, Amalfi und Gaeta bedroht hatten und sich auch auf stadtrömisches Gebiet erstreckten.

## Weitere Geschichte

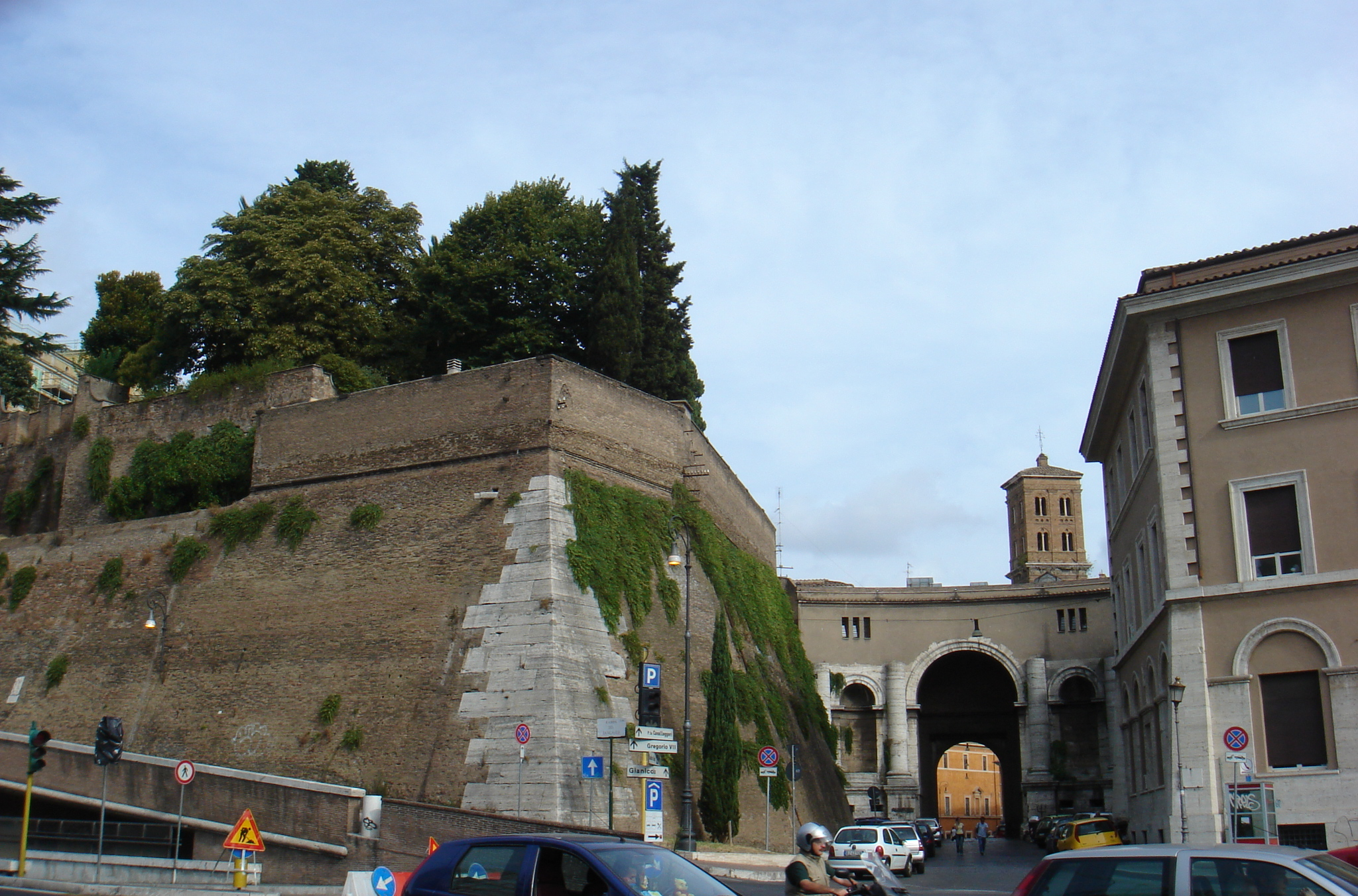
Das Tor im Zusammenhang mit den im 16. Jahrhundert errichteten Bastionen

Die Leoninische Mauer und mit ihr die Tore und Wehrtürme wurden noch mehrfach verändert. Der (Gegen)papst Johannes XXIII. ließ  ab 1411 Teile abreißen, die Päpste Nikolaus V. und Alexander VI. diese wiederaufbauen. Für die Porta Santo Spirito folgten ebenfalls noch mehrfache Veränderungen, was im Inneren des Tores, im Durchgang, erkennbar ist.
Nach dem Sacco di Roma 1527 bestand für alle Päpste die Notwendigkeit, ihr Territorium und das der Stadt Rom stärker abzusichern. Papst Paul III. ließ die alten Mauern im Zuge von Erneuerungen mit Bastionen versehen, um sie zu verstärken und gegen zunehmend mögliche Angriffe mit Artillerie zu modernisieren.
Mit den umfangreichen Befestigungsarbeiten wurde Antonio da Sangallo der Jüngere ab 1543/44 beauftragt, ebenso mit der Neugestaltung der Porta Santo Spirito. Noch 1545 wurde am Tor gearbeitet. Giorgio Vasari erwähnt das Tor in seinen Le vite dei più eccellenti architetti, pittori et scultori italiani und gibt als Grund der Nichtvollendung an, dass es grundsätzliche Auseinandersetzungen zwischen Da Sangallo und Michelangelo über die Neugestaltung des Borgo gegeben habe. Denkbar wäre aber auch, dass einfach Da Sangallos Tod 1546 den Weiterbau verhindert hat.

## Arbeiten da Sangallos und heutiges Aussehen
Obwohl das Tor nie wie vorgesehen vollendet und im oberen Teil erst später abgeschlossen wurde, ist es dennoch ein wichtiger profaner Bau im Übergang der Hochrenaissance zum Barock. Da Sangallos originale Grundrisszeichnungen sind zum Teil noch vorhanden und werden heute in den Uffizien in Florenz aufbewahrt.
Zum Zeitpunkt der Einstellung der Bauarbeiten war die südliche, stadtauswärts gelegene Schauseite etwa zu drei Vierteln ausgeführt, der nördliche, stadteinwärts weisende Teil wurde nie begonnen. Da Sangallo orientierte sich an einer Variante antiker Triumphbogenarchitektur. Die unvollendete Schauseite ist aus Travertin errichtet. Neben den zentralen Torbogen stellte er zwei kräftige Nischen, die Fassade wird von vier hochgesockelten Dreiviertelsäulen dorischer Ordnung gegliedert. Bemerkenswert ist auch, dass die Fassade nicht in einer geraden Linie verläuft, sondern einen Segmentbogenförmigen Grundriss hat.
Wäre die Anlage vollendet worden, so hätte es sich wahrscheinlich um die „komplexeste“ Anlage römischer Stadttore gehandelt. Dorothee Heinzelmann bemerkt zur Porta Santo Spirito: „Somit verkörpert die Porta S. Spirito mit der engen Anlehnung an die Form antiker Triumphbögen zwar die Vorstellungen der Hochrenaissance, scheint jedoch in ihrer plastischen Formensprache wesentliche Züge barocker Architektur vorwegzunehmen.“